# JR千葉鉄道サービス
JR千葉鉄道サービス株式会社（ジェイアールちばてつどうサービス、英語：JR Chiba Railway Service Co., Ltd.、略称：CTS）は、千葉県千葉市中央区に本社を置き、JR東日本千葉支社管内の鉄道車両の保守点検、メンテナンスを受託する東日本旅客鉄道（JR東日本）の完全子会社（連結子会社）である。

## 沿革
- 1948年（昭和23年） - 国鉄車両の清掃業務を担う会社「工生社」として創業
- 1966年（昭和41年） - 千葉車輛整備株式会社設立。
- 2009年（平成21年）4月1日 - 京葉企画開発株式会社、ちば開発株式会社を吸収合併し、JR千葉鉄道サービス株式会社に社名変更。
- 2012年（平成24年）12月 - 構内入換業務および車両メンテナンス業務受託。
- 2015年（平成27年）7月1日 - 駅業務委託事業をJR東日本ステーションサービスに移管[2]。

## 事業内容
- 千葉支社管内の駅舎清掃・車両清掃整備
- 千葉支社管内にある車両センターの車両メンテナンス、構内入換業務
- 千葉支社駅構内の飲料自動販売機、コインロッカー管理業務

過去の事業
- 千葉支社管内の駅業務受託（空港第2ビル駅除く）
  - 浅草橋駅（西口）
  - 両国駅（東口）
  - 亀戸駅（東口）
  - 下総中山駅
  - 西船橋駅（乗換改札）
  - 東船橋駅
  - 西千葉駅
  - 千葉駅（西口）
  - 東千葉駅
  - 物井駅
  - 榎戸駅
  - 日向駅
  - 松尾駅
  - 横芝駅
  - 八日市場駅
  - 干潟駅
  - 飯岡駅
  - 松岸駅
  - 潮見駅
  - 市川塩浜駅
  - 二俣新町駅
  - 検見川浜駅
  - 土気駅
  - 永田駅
  - 本納駅
  - 新茂原駅
  - 八積駅
  - 太東駅
  - 長者町駅
  - 御宿駅
  - 上総興津駅
  - 浜野駅
  - 八幡宿駅
  - 長浦駅
  - 袖ケ浦駅
  - 巌根駅
  - 青堀駅
  - 大貫駅
  - 佐貫町駅
  - 上総湊駅
  - 浜金谷駅
  - 保田駅
  - 安房勝山駅
  - 岩井駅
  - 富浦駅
  - 南三原駅
  - 酒々井駅
  - 滑河駅
  - 下総神崎駅
  - 小見川駅
  - 笹川駅
  - 下総松崎駅
  - 安食駅
  - 木下駅
  - 小林駅
  - 布佐駅
  - 新木駅
  - 求名駅
  - 東金駅

現在、駅委託業務はJR東日本ステーションサービス（JESS）に移管されている